# Jerzy Gabryelski
Jerzy Józef Gabryelski (ur. 30 października 1906 we Lwowie, zm. 3 lutego 1978 w Nowym Jorku) – polski reżyser i scenarzysta filmowy, aktor.

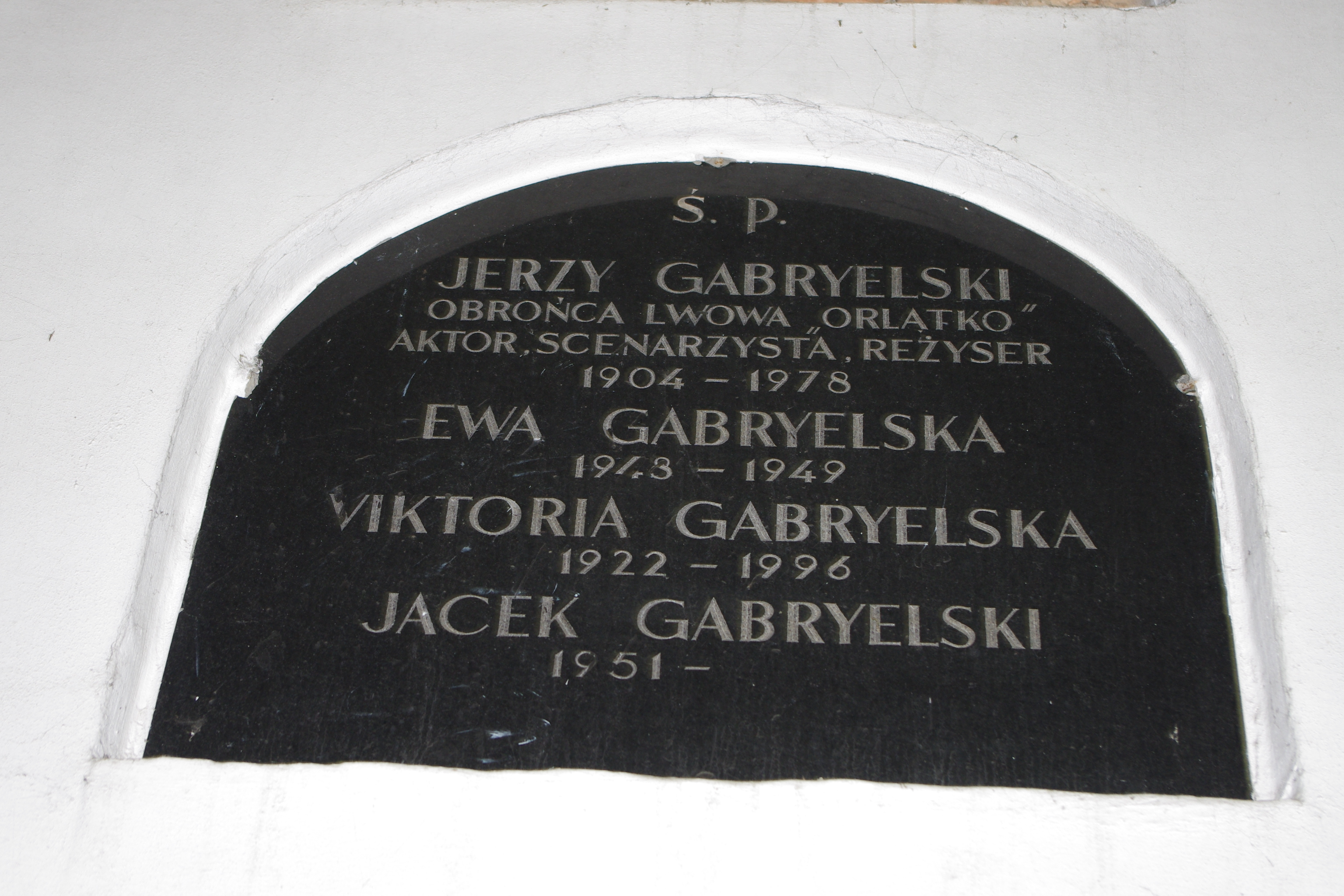
Grób reżysera Jerzego Gabryelskiego w katakumbach na Starych Powązkach w Warszawie

## Życiorys
Jerzy Józef Gabryelski urodził się 30 października 1906 we Lwowie. Uczęszczał do szkoły powszechnej we Lwowie i gimnazjum w Chyrowie. U kresu I wojny światowej w listopadzie 1918 uczestniczył w obronie Lwowa podczas wojny polsko-ukraińskiej, za co otrzymał Odznakę Honorową „Orlęta”.
Studiował na Uniwersytecie Jagiellońskim (będąc wtedy jednocześnie statystą w Teatrze im. Juliusza Słowackiego), a następnie w Państwowym Instytucie Sztuki Filmowej w Warszawie. Za swoją pracę dyplomową Pierwiastek filmowy w utworach Stanisława Wyspiańskiego otrzymał stypendium na studia we Francji. Podjął je w 1931 roku w studio „Eclair” w Épinay. W 1934 nakręcił we Francji eksperymentalny film Buty na podstawie wiersza Boots Rudyarda Kiplinga.
Po powrocie do Polski początkowo nie był w stanie znaleźć pracy w kinematografii, udało mi się jednak otrzymać zlecenie od Ministerstwa Spraw Wojskowych na nakręcenie filmu o Centralnym Okręgu Przemysłowym. Film COP Stalowa Wola powstał w 1938 roku. Najważniejsze dzieło Gabryelskiego, Czarne diamenty, powstało w 1939 roku na podstawie scenariusza Jana Fethke i przy współpracy Wilhelma Szewczyka. Film opowiada o górnikach, którzy – nie zgadzając się na to, by ich kopalnia przeszła w ręce zagranicznego kapitału – próbują przejąć ją na własność. W 1939 roku planował nakręcić jeszcze ekranizację Między ustami a brzegiem pucharu.
Po wybuchu II wojny światowej filmował obronę Warszawy we wrześniu 1939, a pięć lat później w czasie powstania warszawskiego realizował film, towarzysząc powstańcom przez 63 dni. W 1946 roku potajemnie przekazał taśmy z powstania Fundacji Kościuszkowskiej w Nowym Jorku, nie udało mu się ich potem odzyskać, nawet po wejściu na drogę sądową z siecią telewizyjną CBS, która stała się posiadaczem taśm.
Z powodu działalności podczas wojny bezpośrednio po wojnie był aresztowany przez NKWD (zadenuncjowany przez Aleksandra Forda), bity i maltretowany. Władze komunistyczne oskarżały go o antysemityzm. W PRL pozwolono mu tylko na nakręcenie kilku filmów dokumentalnych.
Po wojnie często bywał na Górnym Śląsku. Napisał scenariusz filmu Synowie płonącej ziemi, będący fabularyzowaną historią górnictwa. Filmu nie udało się zrealizować, ale fragmenty scenariusza opublikowano w katowickim tygodniku „Odra”.
Przymierzał się do realizacji dzieła o królowej Jadwidze i o św. Maksymilianie Marii Kolbem. Po tych zamierzeniach pozostały scenariusze.
W 1947 roku wziął ślub z Wiktorą Węcłowską. Doczekali się syna Jacka Jerzego.
W 1949 rozpoczął realizację filmu Wesele na Kurpiach dla Wytwórni Filmów Oświatowych w Łodzi, udało się go ukończyć dopiero w 1957 roku. Od 1956 roku pracował w Wytwórni Filmów Oświatowych, gdzie tworzył filmy oświatowe i instruktażowe. Mimo starań, nie nakręcił już kolejnych filmów fabularnych.
W 1964 roku wyjechał do Egiptu w celu nakręcenia cyklu filmów. Z Egiptu wyruszył do Paryża, gdzie przybywała już jego żona z synem. Tam podjął decyzję o emigracji. W 1966 roku przeniósł się do Nowego Jorku, gdzie pracował jako montażysta i scenarzysta. Tam też zmarł 3 lutego 1978 roku. Jest pochowany na cmentarzu Powązkowskim w Warszawie (katakumby, rząd 111-3).
Powstały na jego temat dwie publikacje: książka Janusza Skwary pt. Zerwany film. Szkice do portretu Jerzego Gabryelskiego (Nowy Jork 1999) i praca Wiesława Stradomskiego pt. Exodus Jerzego Gabryelskiego; zaprzepaszczona szansa polskiej sztuki filmowej, która została zamieszczona w książce pt. Między Polską a światem. Kultura emigracyjna po 1939 roku (Warszawa 1992).
Zdjęcia jego autorstwa znalazły się w filmie Powstanie Warszawskie (2014) - został za nie pośmiertnie nominowany do Polskiej Nagrody Filmowej w 2015.

## Filmografia
- Buty. Symfonia wojny (1933), reżyseria
- Florian (1938), kierownictwo artystyczne
- C.O.P. – Stalowa Wola (1939), reżyseria
- Czarne diamenty (1939), reżyseria
- Między ustami a brzegiem pucharu (1939), reżyseria – film nieukończony[7]